# استغفار
استغفار (به عربی: ٱسْتِغْفَار) قول «أَسْتَغْفِرُ ٱللَّٰهَ» یا «أَسْتَغْفِرُ ٱللَّٰهَ رَبِّي وَأَتُوبُ إِلَيْهِ» می باشد. آن یک کلمهٔ عربی است که در لغت به معنای پوشاندن است. این کلمه در اصطلاح (به ویژه در میان مسلمانان) برای طلب آمرزش از خداوند جل و جلاله به کار می‌رود. 

## در قرآن
- الصَّابِرِينَ وَالصَّادِقِينَ وَالْقَانِتِينَ وَالْمُنْفِقِينَ وَالْمُسْتَغْفِرِينَ بِالْأَسْحَارِ. آنان صابرند و صادقند و قانت اند و انفاق کنندگانند و در سحرها استغفار می‌کنند.
- كَانُوا قَلِيلًا مِنَ اللَّيْلِ مَا يَهْجَعُونَ. وَبِالْأَسْحَارِ هُمْ يَسْتَغْفِرُونَ شب‌ها کم می‌خوابند و در سحرها استغفار می‌کنند.
- وَمَنْ يَعْمَلْ سُوءًا أَوْ يَظْلِمْ نَفْسَهُ ثُمَّ يَسْتَغْفِرِ اللَّهَ يَجِدِ اللَّهَ غَفُورًا رَحِيمًا. و هر کس کار زشتی کند یا برخود ستم ورزد، سپس از خدا آمرزش بخواهد، خدا را بسیار آمرزنده و مهربان خواهد یافت.
- وَالَّذِينَ إِذَا فَعَلُوا فَاحِشَةً أَوْ ظَلَمُوا أَنْفُسَهُمْ ذَكَرُوا اللَّهَ فَاسْتَغْفَرُوا لِذُنُوبِهِمْ وَمَنْ يَغْفِرُ الذُّنُوبَ إِلَّا اللَّهُ وَلَمْ يُصِرُّوا عَلَىٰ مَا فَعَلُوا وَهُمْ يَعْلَمُونَ. و آنان که چون کار زشتی مرتکب شوند یا بر خود ستم ورزند، خدا را یاد کنند و برای گناهانشان آمرزش خواهند و چه کسی جز خدا گناهان را می‌آمرزد؟ و دانسته و آگاهانه بر آنچه مرتکب شده‌اند، پا فشاری نمی‌کنند.